# Романовка (Унгенский район)
Романовка (рум. Romanovca) — село в Унгенском районе Молдовы. Входит в состав города Корнешты.

## География
Село расположено на высоте 127 метров над уровнем моря.

## Население
По данным переписи населения 2004 года, в селе Романовка проживает 503 человека (240 мужчин, 263 женщины).
Этнический состав села:
| Национальность | Число жителей | Процентный состав |
| -------------- | ------------- | ----------------- |
| молдаване      | 427           | 84,89             |
| украинцы       | 74            | 14,71             |
| русские        | 1             | 0,2               |
| румыны         | 1             | 0,2               |
| Всего          | 503           | 100 %             |